# Champions de France de natation en bassin de 50 m du 3 × 50 m 3 nages
Le 3 × 50 m 3 nages est une ancienne épreuve de natation.

## 3 × 50 mètres 3 nages messieurs
| Championnats | Championnats        | 3 × 50 mètres 3 nages messieurs | 3 × 50 mètres 3 nages messieurs | 3 × 50 mètres 3 nages messieurs | 3 × 50 mètres 3 nages messieurs | 3 × 50 mètres 3 nages messieurs |
| ------------ | ------------------- | ------------------------------- | ------------------------------- | ------------------------------- | ------------------------------- | ------------------------------- |
| 1926         | Paris Les tourelles | SCUF                            |                                 |                                 |                                 | 1 min 45 s 2 RF                 |